# Abás el Grande
Sah ‘Abbās I el Grande (en persa: شاه عباس بزرگ‎), más conocido como Abbás el Grande (Herat, 27 de enero de 1571 – Mazandarán, 19 de enero de 1629), fue sah de Irán desde 1588 hasta su muerte, y el más eminente gobernante de la dinastía safávida.
Aunque Abbás presidiría la cúspide del poder militar, político y económico de Irán, llegó al trono durante una época problemática para la Imperio safávida. Bajo el mandato de su ineficaz padre, el país estaba sumido en la discordia entre las distintas facciones del ejército qizilbash, que asesinó a la madre y al hermano mayor de Abbás. Mientras tanto, los enemigos de Irán, el Imperio Otomano (su archirrival) y los uzbekos, aprovecharon este caos político para apoderarse de territorio. En 1588, uno de los líderes qizilbash, Murshid Qoli Khan, derrocó al sha Mohamed en un golpe de Estado y colocó en el trono a Abbás, de 16 años. Sin embargo, Abbás no tardó en hacerse con el poder.
Bajo su liderazgo, Irán desarrolló el sistema ghilman en el que miles de soldados esclavos circasianos, georgianos y armenios se incorporaron a la administración civil y al ejército. Con la ayuda de estos estratos recién creados en la sociedad iraní (iniciados por sus predecesores pero ampliados significativamente durante su gobierno), Abbás consiguió eclipsar el poder de los Qizilbash en la administración civil, la casa real y el ejército. Estas acciones, así como sus reformas del Ejército de la dinastía safávida iraní, le permitieron luchar contra los otomanos y los uzbekos y reconquistar las provincias perdidas de Irán, incluida Kakheti, cuyo pueblo sometió a las masacres y deportaciones a gran escala. Al final de la Guerra otomano-safávida (1603-1618), Abbás había recuperado la posesión de Transcaucasia y Daguestán, así como franjas de Anatolia Oriental y Mesopotamia. También recuperó tierras de manos de los imperios portugués y mogol y amplió el dominio y la influencia iraníes en el Cáucaso Norte, más allá de los territorios tradicionales de Daguestán.
Abbás fue un gran constructor y trasladó la capital de su reino desde Qazvin a Isfahán, convirtiendo la ciudad en la cúspide de la arquitectura safávida. En sus últimos años, a raíz de una intriga en la corte en la que estaban implicados varios líderes circasianos, Abbás empezó a sospechar de sus propios hijos y los hizo matar o cegar.

## Biografía
Abbás nació como tercer hijo del sah Mohammed Khodabanda en un Imperio safávida que se había debilitado sensiblemente durante el reinado de su padre, que había permitido usurpaciones y la formación de feudos internos por parte de los emires Qizilbash, líderes de las tribus turcomanas que constituían el esqueleto del ejército safávida. Además, las incursiones de otomanos y uzbecos arrasaban las provincias del oeste y el este. En medio de esta anarquía general, Abbás fue proclamado gobernador de Jorasán en 1581.

### Ascensión al trono y guerra contra los uzbecos

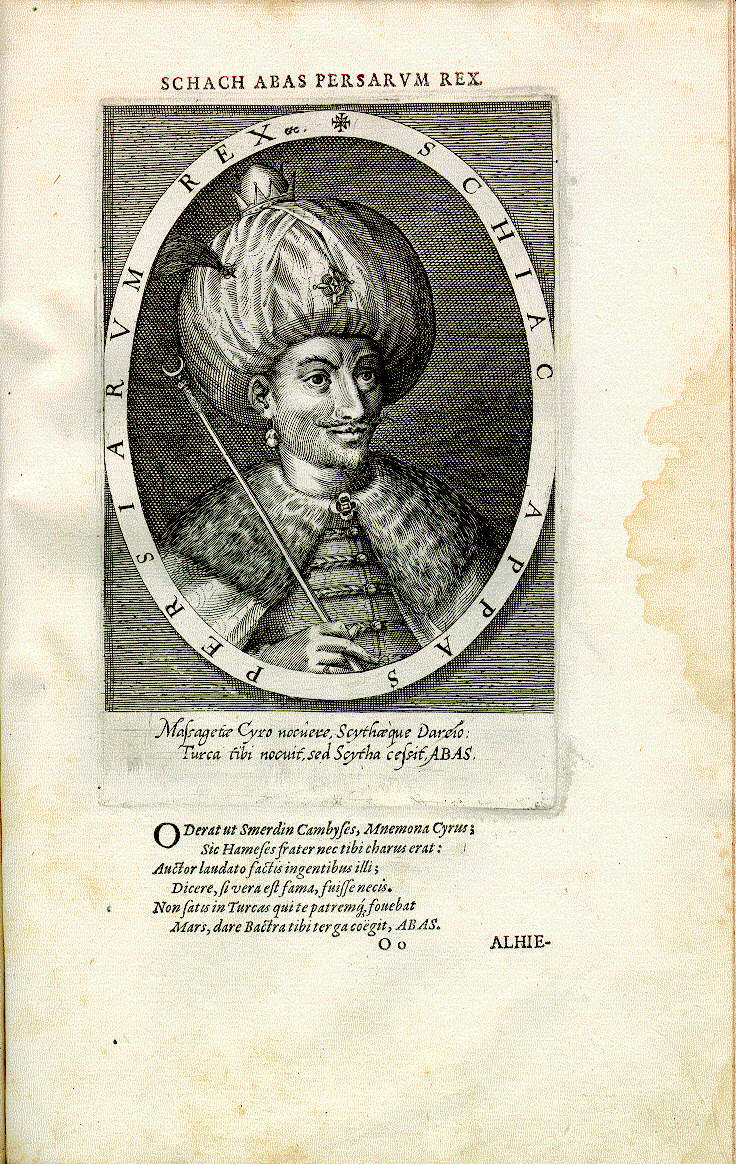
Sah Abbás, rey de los persas. Ilustración de Dominicus Custos, de su obra: Atrium heroicum Caesarum pub. 1600-1602.

En octubre de 1588 obtuvo el trono de Persia tras rebelarse contra su padre Muhammad y encarcelarlo, lo que consiguió con la ayuda de Morshed Gholi Ostajlou, a quien posteriormente asesinó en julio del año siguiente. Determinado a elevarse sobre el infortunio de su país, firmó la paz por separado con los otomanos (1589-1590), incluyendo en ella la cesión de amplias áreas del oeste y noroeste de Persia, pero, al mismo tiempo, dirigió sus esfuerzos contra la marea depredadora de los uzbecos, que entonces ocupaban y saqueaban Jorasán. A pesar de ello, Abbás necesitó casi diez años antes de poder lanzarse en una ofensiva definitiva. Este retraso estuvo causado por su decisión de formar un ejército permanente.
La caballería del ejército safávida, al contrario que la caballería tribal Qizilbash de leva de tiempos pasados, estaba compuesta principalmente por cristianos georgianos y armenios y por los descendientes de los prisioneros circasianos. Los cuerpos de infantería del ejército estaban formados por campesinos.
Los problemas presupuestarios se resolvieron devolviendo al Sah el control de las provincias gobernadas por los jefes Qizilbash, y enviando los ingresos de las mismas directamente al tesoro real. En estas provincias se nombraron como nuevos gobernadores a los Ghulāms.
Tras un largo y complicado forcejeo, Abbás reconquistó Mashhad, derrotando a los uzbecos en una gran batalla cerca de Herat, en 1597, que les expulsó hasta el río Oxus. Mientras tanto, tomando ventaja de la muerte del Zar Iván el Terrible en 1584, se había apropiado de las provincias al sur del mar Caspio, que habían dependido de Rusia hasta ese momento.
Entonces trasladó su capital desde Qazvin a la más céntrica y más persa Isfahán en 1592, embelleciendo esta última con una magnífica serie de nuevas mezquitas, baños, universidades y caravansarai, lo que convirtió a Isfahán en una de las más bellas ciudades del mundo.

### Guerra contra los otomanos y conquista del golfo Pérsico

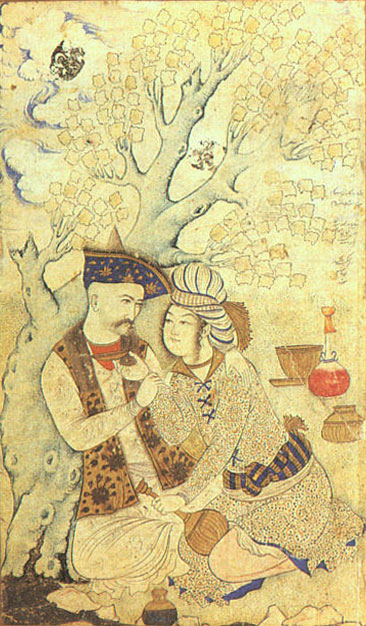
El Sah Abbás y un paje. La dedicatoria reza: "Ojalá la vida te conceda todo lo que tus labios deseen de tus amantes, del río y de la copa". Témpera y dorado; Muhammad Qasim, 1627; Museo del Louvre, París.

Algunos años más tarde, en 1599, el caballero inglés mercenario Robert Shirley y el ghulam favorito del Sah, Allahverdi Khan dirigieron una reforma en profundidad del ejército. La introducción masiva de mosquetes y artillería significaron un gran avance sobre los antiguos tiempos. Con este nuevo ejército, Abbás lanzó una campaña contra los otomanos en 1603. En el siguiente año obtuvo su primera victoria, que forzó al enemigo a devolver el territorio del que se había apropiado, incluyendo Bagdad. En 1605, tras la victoria de Basora, extendió su imperio más allá del Éufrates. También obligó al sultán Ahmed I a cederle Shirvan y el Kurdistán en 1611. Las hostilidades cesaron en 1614, con un ejército persa que se encontraba en pleno apogeo.
En 1615, Abbás asesinó a más de 60 000 georgianos y deportó a más de 100 000 de ellos en Tiflis tras una rebelión. En 1618 derrotó por completo a los ejércitos combinados de los turcos y los tártaros cerca de Sultanieh, consiguiendo una paz en términos muy favorables para Persia. Bagdad cayó en sus manos tras un rápido asedio. Con el apoyo de la flota británica, Abás tomó la isla de Ormuz de manos de los portugueses. Gran parte del comercio fue desviado hacia la ciudad de Bandar Abbás, conquistada a los portugueses en 1615, y renombrada así en honor del sah.
Por estos motivos, el golfo Pérsico se abrió a un floreciente comercio con las flotas mercantes de la Monarquía católica, el Sacro Imperio, Francia e Inglaterra, que gozaban de privilegios especiales. Los agentes que trataban con los occidentales fueron mayoritariamente de nacionalidad armenia. El comercio y los viajes experimentaron un fuerte impulso por todo el Imperio.

### Tiempos de reforma
El reinado de Abbás, con sus éxitos militares y su eficiente sistema administrativo, elevó a Irán al estatus de gran potencia. Abbás fue un diplomático experimentado, tolerante con sus súbditos cristianos de Armenia. Envió a Robert Shirley a Italia, España e Inglaterra con el propósito de crear un pacto contra los otomanos. Aliado con España, atacó por tierra a los turcos mientras Álvaro de Bazán, al mando de las galeras de Nápoles, saqueaba los puertos de Zante, Patmos y Durazzo.
Desconfiando de la una vez dominante clase de los Qizilbash, Abbás se granjeó un fuerte apoyo de las clases populares. Las fuentes cuentan que invirtió mucho de su tiempo con ellos, visitando personalmente los bazares y otros lugares públicos de Isfahán. La capital se había convertido en el centro del progreso arquitectónico safávida, con la Mezquita Real, el oratorio del sheij Lotfolá y otros monumentos como el palacio de Alí Gapú, el de Chehel Sotún y la plaza de Naqsh-e Yahán. Sus pintores sobre tela (de la escuela de Ispahán, fundada con su patronazgo) crearon algunas de las más exquisitas obras de la historia del arte de la Persia moderna, con pintores tan ilustres como Reza Abbasi, Mohammed Qasim y otros.
A pesar de las raíces ascéticas de la dinastía Safávida y de las injerencias religiosas que restringían los placeres y sometían la ley a la fe, el arte de la época de Abbás denota una cierta relajación de las estructuras. El historiador James Saslow interpreta de ese modo el retrato de Muhammad Qasim (arriba), que burla el tabú musulmán contra el vino así como contra la intimidad de dos varones. También los observadores contemporáneos en la corte del Sah informaron de la persistencia de costumbres similares. Entre estos, Thomas Herbert, secretario del embajador británico, de diecinueve años, quien relató haber visto "muchachos vestidos de oro con ricos turbantes y sandalias, con rubios cabellos cayendo sobre sus hombros y pómulos maquillados de bermellón".
Abbás murió en Mazandarán en 1629. Sus dominios se extendían desde el Tigris hasta la ribera del Indo, siempre superando las fronteras persas de los tiempos preislámicos. Aún hoy es una figura muy popular en Irán, apareciendo en numerosos cuentos tradicionales. Su fama se encuentra turbada, sin embargo, por las numerosas denuncias de tiranía y crueldad, especialmente contra su propia familia. Temeroso de un golpe de Estado protagonizado por algún familiar (como el que él mismo protagonizó contra su propio padre), encerró a su familia dentro de los palacios para mantenerles alejados del contacto con el mundo exterior. Esto dio como resultado a unos sucesores débiles. Abbás asesinó a su hijo mayor, Safi Mirza, dejando en el trono a su nieto Safi. Se cree que Safi Mirza fue asesinado porque el sah había leído la historia del rey Absolom, quien se rebeló contra su propio padre, como se describe en las ilustraciones de la Biblia de Morgan Crusader, que le fue enviada como regalo por el cardenal Maciejowski en 1604.

## Familia
Consortes
- Una concubina circasiana, madre de Mohammad Baqer Mirza;[1]
- Fakhr Jahan Begum, hija del rey Bagrat VII de Kartli y de la reina Anna de Kakheti, y madre de Zubayda Begum;[1][2][3]
- Una hija de Mustafa Mirza (m. 1587), hija de Mustafa Mirza, hijo del Shah Tahmasp I;[4][5]
- Olghan Pasha Khanum (m. 1587), hija de Husayn Mirza, hijo de Bahram Mirza Safavi, y viuda de Hamza Mirza;[4][6]
- Yakhan Begum (m. 1 de septiembre de 1602), hija de Khan Ahmad Khan y Maryam Begum;[3][7][8]
- La princesa Helena, hija del rey David I de Kakheti y de la reina Ketevan el Mártir;[2][9][10]
- Fatima Sultan Begum también conocida como Peri y Lela, de soltera Tinatin (casada en 1604 - div.), hija del rey Jorge X de Kartli y de la reina Mariam Lipartiani;[2][9][11]
- Una hermana de Ismail Khan, un circasiano, y la esposa favorita de Abbás;[12][13]
- Una hija de Shaykh Lotfullah Maisi, un teólogo chiita;[14][15][16]
- Tamar Amilakhori, hija de Faramarz Amilakhori y hermana de Abd-ol-Ghaffar Amilakhori;[17]

Hijos
- Mohammad Baqer Mirza[18] (15 de septiembre de 1587, Mashhad, Khorasan - muerto el 25 de enero de 1615, Rasht, Gilan), fue gobernador de Mashhad 1587-1588, y de Hamadan 1591-1592. Se casó en primer lugar en Isfahán, 1601, con la princesa Fakhr Jahan Begum, hija de Ismail II, y en segundo lugar con Dilaram Khanum, una Georgiana. Tuvo descendencia, dos hijos:
  - El sultán Abul-Naser Sam Mirza, sucedió como Safi - con Dilaram;
  - Sultán Suleiman Mirza (asesinado en agosto de 1632 en Alamut, Qazvin) - con Fakhr Jahan;
- Sultán Hasan Mirza[18] (septiembre de 1588, Mazandaran - 18 de agosto de 1591, Qazvin);
- Sultán Mohammad Mirza[18] (18 de marzo de 1591, Qazvin - muerto en agosto de 1632, Alamut, Qazvin) Cegado por orden de su padre, 1621. Tuvo descendencia, una hija: 
  - Gawhar Shad Begum, casada con Mirza Qazi, el Shaykh-ul-Islam de Isfahán;[19]
- Sultán Ismail Mirza[18] (6 de septiembre de 1601, Isfahán - muerto el 16 de agosto de 1613);
- Imam Qoli Mirza[1][18] (12 de noviembre de 1602, Isfahán - muerto en agosto de 1632, Alamut, Qazvin) Cegado por orden de su padre, 1627. Tuvo descendencia, un hijo:
  - Najaf Qoli Mirza[1] (c. 1625 - muerto agosto 1632, Alamut, Qazvin);

Hijas
- Shahzada Begum, casada con Mirza Mohsin Razavi.[19] y tuvo dos hijos;
- Zubayda Begum (muerta el 20 de febrero de 1632), casada con Isa Khan Shaykhavand,[19] y tuvo una hija;
  - Jahan Banu Begum,[1] casada en 1624, con Simón II de Kartli,[20] hijo de Bagrat VII de Kartli con su esposa, la reina Ana, hija de Alejandro II de Kakheti. Tuvo una hija:
    - La princesa Izz-i-Sharif Begum, casada con Sayyid Abdullah, hijo de Mirza Muhammad Shafi:
      - Sayyid Muhammad Daud, casado con Shahr Banu Begum, hija de Suleimán I. Tuvo descendencia, dos hijos, entre ellos:
        - Suleiman II.
- Agha Begum, casada con Sultan al-Ulama Khalife Sultan,[19] y tuvo cuatro hijos y cuatro hijas;
- Havva Begum (fallecida en 1617, Zanjan), casada en primer lugar con Mirza Riza Shahristani (Sadr), casada en segundo lugar con Mirza Rafi al-Din Muhammad (Sadr),[19] y tuvo tres hijos;
- Shahr Banu Begum, casada con Mir Abdulazim, darughah de Isfahán;[19]
- Malik Nissa Begum, casada con Mir Jalal Shahristani, el mutvalli del santuario del Imam Riza;[19]

## Relaciones con España
Abbás I de Persia mantuvo un activo intercambio diplomático con el rey católico don Felipe III. Primero despachó a Husayn Ali Beg, que llegó a Valladolid el 13 de agosto de 1601; segundo, el imán Quli Beg (5 de febrero de 1608); luego a Robert Shirley (22 de enero de 1610) y Dengiz Beg (15 de enero de 1611). Buena parte del séquito de los sucesivos embajadores se convirtió al cristianismo y entró al servicio del rey de España, casi siempre en la corte, adoptando nombres cristianos y el apellido «de Persia». Con la primera vino Uruch Beg, que pasaría a los anales de la Historia de España como Juan de Persia, apadrinado en su bautizo por el mismísimo rey.
En contrapartida, entre 1614 y 1624, Felipe III envió como embajador a Persia a García de Silva y Figueroa, que una vez allí identificó Persépolis y descubrió la escritura cuneiforme.
| Predecesor: Muhammad Khodabanda | Shah del Imperio safávida 1588-1629 | Sucesor: Safi I |